# Joost Siedhoff
Joost Jürgen Siedhoff (* 27. Juni 1926 in Dessau; † 28. Juni 2022) war ein deutscher Schauspieler.

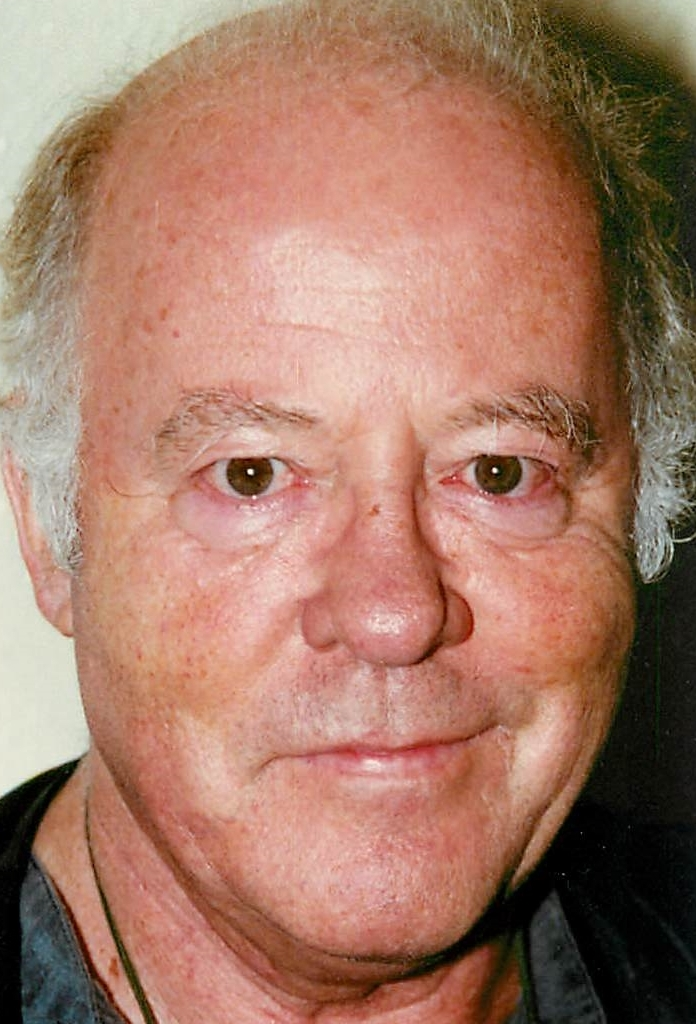
Joost Siedhoff (vor 1996)

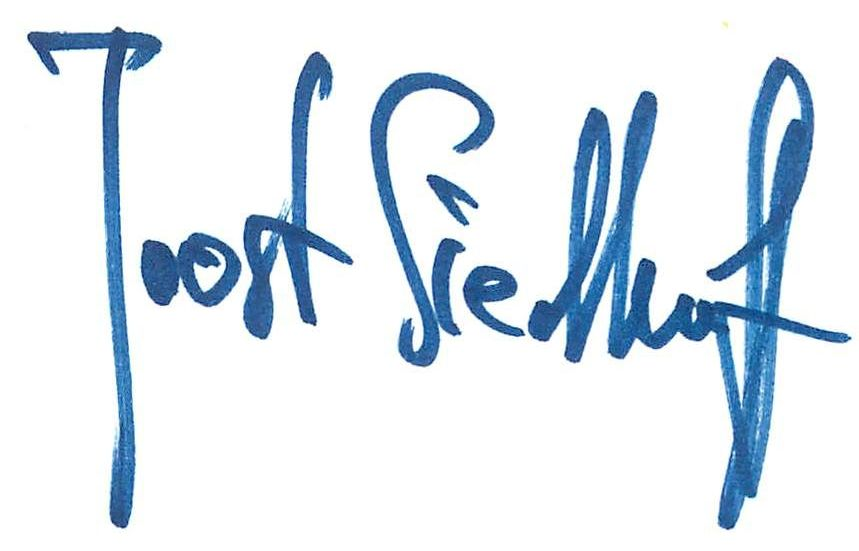
Signatur von Joost Siedhoff

## Leben
Der Sohn des Schauspielers Werner Siedhoff und der Bauhaus-ausgebildeten Kunsthandwerkerin Alma Buscher machte sein Abitur als Kriegsheimkehrer 1946 in Offenbach. Im selben Jahr übernahm er seine erste Hörfunkrolle bei Radio Frankfurt.
Siedhoff absolvierte an der Studio-Bühne der Goethe-Universität eine Theaterausbildung und gab 1947 im Frankfurter Theater im Zoo seinen Einstand mit der Rolle des Jean in dem Stück Vom Jenseits zurück. 1950 wechselte er an das Theater Baden-Baden, 1952 an das Württembergische Staatstheater in Stuttgart. Im Herbst 1955 kehrte er nach Frankfurt zurück, um einer Verpflichtung an das Theater am Roßmarkt nachzukommen. 1957/58 ging Siedhoff auf ausgedehnte Südamerika-Tournee und trat in Buenos Aires und Santiago de Chile auf. Aus Südamerika heimgekehrt, ging Joost Siedhoff erneut an die beiden ihm bekannten Frankfurter Bühnen. Weitere Übersee-Gastspiele führten ihn bis nach Kanada und Australien.
Von 1949 bis 1956 sprach er in der Hörspielreihe Familie Hesselbach den Sohn Willy. Dem Fernsehpublikum bekannt wurde er Anfang der 1960er Jahre in derselben Rolle der hessischen Fernsehserie Die Firma Hesselbach, von und mit Wolf Schmidt, der auch zusammen mit  Harald Schäfer die Regie führte. Nach elf Folgen schied er aus der Fernsehserie aus, nachdem seine Filmfigur Willi Hesselbach die Sekretärin Helga Schneider (Helga Neuner) geheiratet hatte und mit ihr nach New York ging.
Joost Siedhoff zog nach dem Ende des Serien-Engagements mit einem eigenen Theaterensemble durch Europa. Später war er am Staatstheater Stuttgart, Prinzregententheater München und am Theater am Kudamm in Berlin tätig. 1990 und 1991 trat er bei den Salzburger Festspielen auf.
Neben Auftritten in internationalen Kinofilmen, darunter Das Geisterhaus und Beyond the Sea, spielte er vorwiegend in Fernsehserien in Deutschland. So wirkte er unter anderem in Diese Drombuschs, Berlin, Berlin und dem Tatort mit. Im Jahr 1976 war er in der HR-Produktion Der Winter, der ein Sommer war zu sehen.
Außerdem produzierte er Hörspiele und hielt die Erinnerung an Leben und Werk seiner Mutter Alma Siedhoff-Buscher wach, die beim Bauhaus als Innenarchitektin arbeitete und für die Bauhaus-Kindermöbel und -Spielzeuge verantwortlich war. Joost Siedhoff bezeichnete sich selbst gerne als „Bauhaus-Sprössling“, da auch sein Vater, Werner Siedhoff, bei Oskar Schlemmers Bauhaus-Bühne als Tänzer und Pantomime tätig war.
Am 18. Juli 2022 wurde auf Facebook veröffentlicht, dass der Regisseur von Diese Drombuschs Michael Werlin bekanntgegeben hat, der Schauspieler sei einen Tag nach seinem 96. Geburtstag gestorben.

## Filmografie (Auswahl)
- 1956: Der Bettelstudent
- 1960: Himmel, Amor und Zwirn
- 1960–1961: Die Firma Hesselbach (Fernsehserie)
- 1965–1968: Das Kriminalmuseum (Fernsehserie, drei Folgen)
- 1968: Ein Mann namens Harry Brent (Durbridge-Mehrteiler)
- 1972: Privatdetektiv Frank Kross (Fernsehserie, eine Folge)
- 1972: Pater Brown: Folge: Der Fluch auf dem Hause Pendragon
- 1974: Unter Ausschluß der Öffentlichkeit (Fernsehreihe)
- 1975: Dein gutes Recht (Fernsehserie, 13 Folgen)
- 1976: Der Winter, der ein Sommer war (Fernseh-Mehrteiler)
- 1976: Inspektion Lauenstadt (Fernsehserie)
- 1976–1977: Freiwillige Feuerwehr (Fernsehserie)
- 1977: Spuk in Felixburg (Fernsehfilm)
- 1979: Revolution in Frankfurt (Fernsehfilm)
- 1979: Timm Thaler
- 1979: Die Leute vom Domplatz (Fernsehserie)
- 1979: Tatort: Freund Gregor (Fernsehreihe)
- 1980: Tod eines Schülers (Fernseh-Mehrteiler)
- 1981: Tatort: Das Zittern der Tenöre
- 1982: Sonderdezernat K1 – Das masurische Handtuch
- 1982: Zwei Tote im Sender und Don Carlos im PoGl (Fernsehfilm)
- 1983: Ein Fall für zwei (Fernsehserie, Folge Herr Pankraz, bitte!)
- 1984: Jagger und Spaghetti
- 1984–1986: Eigener Herd ist Goldes wert (Fernsehserie)
- 1987–1990: Diese Drombuschs (Fernsehserie)
- 1988: Tatort: Tödlicher Treff
- 1988: Die Männer vom K3 – Familienfehde
- 1993: Tatort: Himmel und Erde
- 1993: Das Geisterhaus (The House of the Spirits)
- 1994–1998: Hallo, Onkel Doc! (Fernsehserie)
- 1995: Das Handbuch des jungen Giftmischers (The Young Poisoner’s Handbook)
- 1996: Hart, aber herzlich – Operation Jennifer, Regie: Tom Mankiewicz
- 1996: Tatort: Der Spezialist
- 1997: Polizeiruf 110: Im Netz der Spinne (Fernsehfilm)
- 1997–1998: Lindenstraße (Fernsehserie)
- 1998: Der kleine Dachschaden
- 1998: Bei uns daheim (Fernsehserie)
- 1998: Die Liebenden des Polarkreises (Los amantes del circulo polar)
- 2001: Dr. Stefan Frank – Der Arzt, dem die Frauen vertrauen – Eine Form von Gewalt
- 2002: Berlin, Berlin (Fernsehserie)
- 2003: Luther
- 2004: Tatort: Verraten und verkauft
- 2004: Beyond the Sea – Musik war sein Leben (Beyond the Sea)
- 2005: Die blaue Grenze
- 2007: Notruf Hafenkante (Fernsehserie, Folge Das kalte Herz)
- 2008: Virus Undead
- 2008: Das Glück am Horizont
- 2009: Doktor Martin (Fernsehserie, eine Folge)
- 2010: Ich trag dich bis ans Ende der Welt (Fernsehfilm)
- 2010: Mörderischer Besuch (Fernsehfilm)
- 2013: Beste Freundinnen (Fernsehfilm)
- 2013: Hubert und Staller – Die ins Gras beißen

## Hörspiele
- 1996: Klaus Pohl: Wartesaal Deutschland Stimmen Reich (Bürgermeister in Westdeutschland) – Regie: Dieter Mann/Norbert Schaeffer (Hörspiel – SWF)
- 2005: Witi Ihimaera: Die Walreiterin – Regie: Annette Kurth, WDR
- 2012: Markus Köbeli: Lenin – Regie: Annette Kurth, WDR